# Красная Звезда (Стародубский район)
Красная Звезда — поселок в Стародубском муниципальном округе Брянской области.

## География
Находится в южной части Брянской области на расстоянии приблизительно 3 км на юг по прямой от районного центра города Стародуб.

## История
На карте 1941 года был показан как поселение с 37 дворами. До 2019 года входил в состав Занковского сельского поселения, с 2019 по 2020 в состав Понуровского сельского поселения Стародубского района до их упразднения.

## Население
Численность населения: 66 человек в 2002 году (русские 97 %), 66 в 2010.